# Warrenton (Wirginia)
Warrenton – miasto w Stanach Zjednoczonych, w stanie Wirginia, siedziba administracyjna hrabstwa Fauquier.